# Hollywood (GPU)
Hollywood är kodnamnet på den grafiska processor som utvecklats tillsammans av ATI, IBM och Nintendo. Denna GPU som används i spelkonsolen Wii bygger på 90nm-teknik och är internt delad i tre delar. Den första delen kallas Napa och innehåller själva grafikprocessorn med 3 MiB texturminne samt kontroller för hantering av RAM-minne och all hantering av I/O. Den andra delen kallad Vegas innehåller en DSP och 24 MiB 1T-SRAM. Den tredje delen har inofficiellt fått namnet "Starlet" och tar hand om kommunikationen med övrig kringutrustning samt diverse säkerhetsuppgifter och har därför speciell hårdvara för att beräkna några vanliga kryptografiska funktioner så som SHA-1.